# Kota Palak
Kota Palak is een bestuurslaag in het regentschap Aceh Selatan van de provincie Atjeh, Indonesië. Kota Palak telt 397 inwoners (volkstelling 2010).